# Lista de exoplanetas descobertos em 2013
Esta é uma Lista de exoplanetas descobertos em 2013.
Para exoplanetas detectados apenas pela velocidade radial, o valor da massa é na verdade um limite inferior. (Consulte a massa mínima para obter mais informações)
| Nome                       | Massa (MJ) | Raio (RJ)         | Período (dais)    | Semieixo maior (AU) | Temp. (K) | Método de descoberta        | Distância (ly) | Massa da estrela-mãe (M☉) | Temperatura da estrela-mãe (K) | Observações                                                                                      |
| -------------------------- | ---------- | ----------------- | ----------------- | ------------------- | --------- | --------------------------- | -------------- | ------------------------- | ------------------------------ | ------------------------------------------------------------------------------------------------ |
| 2MASS J01225093-2439505 b  | 24.5       |                   |                   | 52                  |           | Imagem direta               | 120            | 0.4                       | 3530                           | [ 2 ]                                                                                            |
| BD+15 2940 b               | 1.11       |                   | 137.48            | 0.539               |           | Vel. radial                 | 572.2          | 1.1                       | 4796                           | [ 3 ]                                                                                            |
| COROT-25b                  | 0.27       | 1.08              | 4.86069           | 0.0578              |           | Trânsito                    | 3300           | 1.09                      | 6040                           | [ 4 ]                                                                                            |
| COROT-26b                  | 0.52       | 1.26              | 4.20474           | 0.0526              |           | Trânsito                    | 5400           | 1.09                      | 5590                           | [ 4 ]                                                                                            |
| DENIS-P J082303.1-491201 b | 28.5       |                   | 246.36            | 0.36                |           | Astrometria                 | 67.7           | 0.07                      | 2150                           | [ 5 ]                                                                                            |
| Gliese 163 b               | 0.03335    |                   | 8.63182           | 0.0607              |           | Vel. radial                 | 48.8           | 0.4                       | 3500                           | [ 6 ]                                                                                            |
| Gliese 163 c               | 0.0214     |                   | 25.63058          | 0.1254              |           | Vel. radial                 | 48.8           | 0.4                       | 3500                           | [ 6 ]                                                                                            |
| Gliese 163 d               | 0.0925     |                   | 603.95116         | 1.0304              |           | Vel. radial                 | 48.8           | 0.4                       | 3500                           | [ 6 ]                                                                                            |
| Gliese 221b                | 0.027      |                   | 3.8728            | 0.0428              |           | Vel. radial                 | 66             | 0.7                       | 4324                           | Disputado                                                                                        |
| Gliese 221 c               | 0.17       |                   | 125.94            | 0.435               |           | Vel. radial                 | 66             | 0.7                       | 4324                           | [ 7 ] [ 8 ]                                                                                      |
| Gliese 328 b               | 2.3        |                   | 4100              | 4.5                 |           | Vel. radial                 | 65.3           | 0.69                      | 3900                           | [ 10 ]                                                                                           |
| Gliese 504 b               | 4          |                   |                   | 43.5                |           | Imagem direta               | 58.5           | 1.22                      | 6234                           | [ 11 ]                                                                                           |
| HAT-P-44b                  | 0.352      | 1.242             | 4.301219          | 0.0507              |           | Trânsito                    | 1180           | 0.94                      | 5295                           | [ 12 ]                                                                                           |
| HAT-P-44c                  | 4          |                   | 872.2             | 1.752               |           | Vel. radial                 | 1180           | 0.94                      | 5295                           | O período é ambíguo                                                                              |
| HAT-P-45b                  | 0.892      | 1.426             | 3.128992          | 0.0452              |           | Trânsito                    | 990            | 1.26                      | 6330                           | [ 12 ]                                                                                           |
| HAT-P-46b                  | 0.493      | 1.284             | 4.463129          | 0.0577              |           | Trânsito                    | 970            | 1.28                      | 6120                           | [ 12 ]                                                                                           |
| HATS-2b                    | 1.345      | 1.168             | 1.354133          | 0.023               |           | Trânsito                    | 1200           | 0.88                      | 5227                           | [ 13 ]                                                                                           |
| HATS-3b                    | 1.071      | 1.381             | 3.547851          | 0.0485              | 1648      | Trânsito                    | 1480           | 1.21                      | 6351                           | [ 14 ]                                                                                           |
| HD 2952 b                  | 1.6        |                   | 311.6             | 1.2                 |           | Vel. radial                 | 375.8          | 2.54                      | 4844                           | [ 15 ]                                                                                           |
| HD 13908 b                 | 0.865      |                   | 19.382            | 0.154               |           | Vel. radial                 | 218.2          | 1.29                      | 6255                           | [ 16 ]                                                                                           |
| HD 13908 c                 | 5.13       |                   | 931               | 2.03                |           | Vel. radial                 | 218.2          | 1.29                      | 6255                           | [ 16 ]                                                                                           |
| HD 65216c                  | 0.17       |                   | 152.6             | 0.54                |           | Vel. radial                 | 116.1          | 0.92                      | 5666                           | Falso positivo, outro planeta com o mesmo nome atribuído foi descoberto em 2019                  |
| HD 95086 b                 | 5          |                   |                   | 55.7                |           | Imagem direta               | 298.7          | 1.6                       |                                | [ 19 ]                                                                                           |
| HD 103774 b                | 0.367      |                   | 5.8881            | 0.07                |           | Vel. radial                 | 173.1          | 1.33                      | 6489                           | [ 7 ]                                                                                            |
| HD 106906 b                | 11         |                   |                   | 650                 |           | Imagem direta               | 299.5          | 1.5                       | 6516                           | [ 20 ]                                                                                           |
| HD 109271 b                | 0.054      |                   | 7.8543            | 0.079               |           | Vel. radial                 | 185.6          | 1.05                      | 5783                           | [ 7 ]                                                                                            |
| HD 109271 c                | 0.076      |                   | 30.93             | 0.196               |           | Vel. radial                 | 185.6          | 1.05                      | 5783                           | [ 7 ]                                                                                            |
| HD 113337 b                | 2.83       |                   | 324               | 0.92                |           | Vel. radial                 | 122.0          | 1.4                       | 6576.6                         | [ 21 ]                                                                                           |
| HD 120084 b                | 4.5        |                   | 2082              | 4.3                 |           | Vel. radial                 | 318.5          | 2.39                      | 4892                           | [ 15 ]                                                                                           |
| HD 159243 b                | 1.13       |                   | 12.62             | 0.11                |           | Vel. radial                 | 223.7          | 1.12                      | 6123                           | [ 16 ]                                                                                           |
| HD 159243 c                | 1.9        |                   | 248.4             | 0.8                 |           | Vel. radial                 | 223.7          | 1.12                      | 6123                           | [ 16 ]                                                                                           |
| HD 233604 b                | 6.575      |                   | 192               | 0.747               |           | Vel. radial                 | 2830±90        | 1.5                       | 4791                           | [ 3 ]                                                                                            |
| HD 285507 b                | 0.92±0.03  |                   | 6.0962±0.0002     |                     |           | Vel. radial                 | 153            | 0.73±0.03                 | 4503+85 −61                    | Pertence ao aglomerado aberto de Híades                                                          |
| HD 112410 b                | 9.18       |                   | 124.6             | 0.565               |           | Vel. radial                 | 486.8          | 1.54                      | 4830                           | [ 24 ]                                                                                           |
| HIP 91258 b                | 1.068      |                   | 5.0505            | 0.057               |           | Vel. radial                 | 145.0          | 0.95                      | 5519                           | [ 16 ]                                                                                           |
| KELT-3b                    | 1.477      | 1.345             | 2.7033904         | 0.04122             |           | Trânsito                    | 580            | 1.28                      | 6306                           | [ 25 ]                                                                                           |
| KELT-6b                    | 0.442      | 1.18              | 7.8455821         | 0.08                |           | Trânsito                    | 720            | 1.13                      | 6272                           | [ 26 ]                                                                                           |
| Kepler-37b                 | 0.03146    | 0.029             | 13.3675           |                     |           | Trânsito                    | 220            | 0.8                       | 5417                           | [ 27 ]                                                                                           |
| Kepler-37c                 | 0.03776    | 0.067             | 21.302            |                     |           | Trânsito                    | 220            | 0.8                       | 5417                           | [ 27 ]                                                                                           |
| Kepler-37d                 | 0.03839    | 0.173             | 39.7922           |                     |           | Trânsito                    | 220            | 0.8                       | 5417                           | [ 27 ]                                                                                           |
| Kepler-61b                 |            | 0.192             | 59.87756          |                     |           | Trânsito                    | 1103±16        | 0.64                      | 4017                           | [ 28 ]                                                                                           |
| Kepler-62b                 | 0.03       | 0.117             | 5.714932          | 0.0553              |           | Trânsito                    | 1200           | 0.69                      | 4925                           | [ 29 ]                                                                                           |
| Kepler-62c                 | 0.013      | 0.048             | 12.4417           | 0.0929              |           | Trânsito                    | 1200           | 0.69                      | 4925                           | [ 29 ]                                                                                           |
| Kepler-62d                 | 0.044      | 0.174             | 18.16406          | 0.12                |           | Trânsito                    | 1200           | 0.69                      | 4925                           | [ 29 ]                                                                                           |
| Kepler-62e                 | 0.113      | 0.144             | 122.3874          | 0.427               |           | Trânsito                    | 1200           | 0.69                      | 4925                           | Exoplaneta potencialmente habitável                                                              |
| Kepler-62f                 | 0.11       | 0.126             | 267.291           | 0.718               |           | Trânsito                    | 1200           | 0.69                      | 4925                           | Exoplaneta potencialmente habitável                                                              |
| Kepler-63b                 | 0.378      | 0.545             | 9.4341505         | 0.08                |           | Trânsito                    | 650            | 0.98                      | 5576                           | [ 30 ]                                                                                           |
| Kepler-65b                 |            | 0.127             | 2.15491           | 0.035               |           | Trânsito                    | 999±8          | 1.25                      | 6211                           | [ 31 ]                                                                                           |
| Kepler-65c                 |            | 0.23              | 5.859944          | 0.068               |           | Trânsito                    | 999±8          | 1.25                      | 6211                           | [ 31 ]                                                                                           |
| Kepler-65d                 |            | 0.136             | 8.13123           | 0.084               |           | Trânsito                    | 999±8          | 1.25                      | 6211                           | [ 31 ]                                                                                           |
| Kepler-66b                 |            | 0.25              | 17.815815         | 0.1352              |           | Trânsito                    | 3610           | 1.04                      | 5962                           | Pertence ao aglomerado aberto NGC 6811                                                           |
| Kepler-67b                 |            | 0.262             | 15.7259           | 0.1171              |           | Trânsito                    | 3610           | 0.86                      | 5331                           | Pertence ao aglomerado aberto NGC 6811                                                           |
| Kepler-68b                 | 0.01878    | 0.208             | 5.39875           |                     | 1280      | Trânsito                    | 440            | 1.08                      | 5793                           | [ 33 ]                                                                                           |
| Kepler-68c                 | 0.02265    | 0.089             | 9.60504           |                     |           | Trânsito                    | 440            | 1.08                      | 5793                           | [ 33 ]                                                                                           |
| Kepler-68d                 | 0.84007    |                   | 625               |                     |           | Vel. radial                 | 440            | 1.08                      | 5793                           | [ 33 ]                                                                                           |
| Kepler-69b                 |            | 0.2               | 13.722341         | 0.094               |           | Trânsito                    | 2430±30        | 0.81                      | 5638                           | [ 34 ]                                                                                           |
| Kepler-69c                 |            | 0.153             | 242.4613          | 0.64                |           | Trânsito                    | 2430±30        | 0.81                      | 5638                           | [ 34 ] [ 35 ]                                                                                    |
| Kepler-74b                 | 0.63       | 0.96              | 7.340711          | 0.0781              |           | Trânsito                    | 4300           | 1.18                      | 6000                           | [ 36 ]                                                                                           |
| Kepler-75b                 | 10.1       | 1.05              | 8.8849116         | 0.0818              |           | Trânsito                    | 3700           | 0.91                      | 5200                           | [ 36 ]                                                                                           |
| Kepler-76b                 | 2.01       | 1.36              | 1.5449298         | 0.0274              |           | Modulação de brilho orbital | 2750±30        | 1.2                       | 6409                           | [ 37 ]                                                                                           |
| Kepler-77b                 | 0.43       | 0.96              | 3.57878087        | 0.04501             |           | Trânsito                    | 1900           | 0.95                      | 5520                           | [ 38 ]                                                                                           |
| Kepler-78b                 | 0.006      | 0.105             | 0.355             |                     | 2330      | Trânsito                    | 407.1±1.1      | 0.76                      | 5058                           | [ 39 ]                                                                                           |
| Kepler-87b                 | 1.02       | 1.204             | 114.73635         | 0.481               | 478       | Trânsito                    | 4170±90        | 1.1                       | 5600                           | Mais dois planetas não confirmados no sistema                                                    |
| Kepler-87c                 | 0.02       | 0.548             | 191.2318          | 0.676               | 403       | Trânsito                    | 4170±90        | 1.1                       | 5600                           | Mais dois planetas não confirmados no sistema                                                    |
| Kepler-88b                 | 0.027      | 0.337             | 10.95416          |                     |           | Trânsito                    | 1110           | 0.96                      | 5471                           | [ 41 ]                                                                                           |
| Kepler-88c                 | 0.626      |                   | 22.3395           | 0.15525             |           | Tempo                       | 1110           | 0.96                      | 5471                           | [ 41 ] [ 42 ]                                                                                    |
| Kepler-89b                 | 0.033      | 0.153             | 3.743208          | 0.05119             |           | Trânsito                    | 1577±16        | 1.28                      | 6182                           | [ 43 ]                                                                                           |
| Kepler-89c                 | 0.049      | 0.385             | 10.423648         | 0.1013              |           | Trânsito                    | 1577±16        | 1.28                      | 6182                           | [ 43 ]                                                                                           |
| Kepler-89d                 | 0.334      | 1.005             | 22.342989         | 0.1684              |           | Trânsito                    | 1577±16        | 1.28                      | 6182                           | [ 43 ]                                                                                           |
| Kepler-89e                 | 0.11       | 0.585             | 54.32031          | 0.3046              |           | Trânsito                    | 1577±16        | 1.28                      | 6182                           | [ 43 ]                                                                                           |
| Kepler-90b                 |            | 0.117             | 7.008151          | 0.074               | 1056      | Trânsito                    | 2500           | 1.2                       | 6080                           | [ 44 ]                                                                                           |
| Kepler-90c                 |            | 0.106             | 8.719375          | 0.089               | 981       | Trânsito                    | 2500           | 1.2                       | 6080                           | [ 44 ]                                                                                           |
| Kepler-90d                 |            | 0.256             | 59.73667          | 0.32                | 518       | Trânsito                    | 2500           | 1.2                       | 6080                           | [ 44 ]                                                                                           |
| Kepler-90e                 |            | 0.237             | 91.93913          | 0.42                | 448       | Trânsito                    | 2500           | 1.2                       | 6080                           | [ 44 ]                                                                                           |
| Kepler-90f                 |            | 0.257             | 124.9144          | 0.48                | 592       | Trânsito                    | 2500           | 1.2                       | 6080                           | [ 44 ]                                                                                           |
| Kepler-90g                 |            | 0.723             | 210.60697         | 0.71                | 340       | Trânsito                    | 2500           | 1.2                       | 6080                           | [ 44 ]                                                                                           |
| Kepler-90h                 |            | 1.008             | 331.60059         | 1.01                | 292       | Trânsito                    | 2500           | 1.2                       | 6080                           | [ 44 ]                                                                                           |
| Kepler-91b                 | 0.81       | 1.367             | 6.24658           | 0.0731              |           | Trânsito                    | 3400           | 1.31                      | 4550                           | [ 45 ]                                                                                           |
| Kepler-92b                 | 0.202      | 0.313             | 13.749            |                     |           | Trânsito                    | 1580±17        | 1.21                      | 5883                           | [ 46 ]                                                                                           |
| Kepler-92c                 | 0.019      | 0.232             | 26.723            |                     |           | Trânsito                    | 1580±17        | 1.21                      | 5883                           | [ 46 ]                                                                                           |
| Kepler-102e                | 0.028      | 0.198             | 16.1457           |                     | 579       | Trânsito                    | 352.7±0.7      | 0.81                      | 4909                           | [ 47 ]                                                                                           |
| Kepler-105b                |            | 0.429             | 5.4122            | 0.066               |           | Trânsito                    | 1517±18        | 0.96                      | 5827                           | [ 47 ]                                                                                           |
| Kepler-114c                | 0.009      | 0.143             | 8.041             |                     | 623       | Trânsito                    | 852±4          | 0.56                      | 4605                           | [ 46 ]                                                                                           |
| Kepler-114d                | 0.012      | 0.226             | 11.776            |                     | 549       | Trânsito                    | 852±4          | 0.56                      | 4605                           | [ 46 ]                                                                                           |
| Kepler-128b                | 0.097      | 0.101             | 15.09             |                     |           | Trânsito                    | 1307±12        | 1.18                      | 6090                           | [ 46 ]                                                                                           |
| Kepler-128c                | 0.105      | 0.101             | 22.804            |                     |           | Trânsito                    | 1307±12        | 1.18                      | 6090                           | [ 46 ]                                                                                           |
| Kepler-130b                |            | 0.091             | 8.457458          | 0.079               |           | Trânsito                    | 1042±7         | 1                         | 5884                           | [ 47 ]                                                                                           |
| Kepler-145b                | 0.117      | 0.236             | 22.951            |                     |           | Trânsito                    | 1880±30        | 1.32                      | 6022                           | [ 46 ]                                                                                           |
| Kepler-145c                | 0.25       | 0.385             | 42.882            |                     |           | Trânsito                    | 1880±30        | 1.32                      | 6022                           | [ 46 ]                                                                                           |
| Kepler-177b                | 0.006      | 0.259             | 36.855            |                     |           | Trânsito                    | 4880±140       | 1.07                      | 5942                           | [ 46 ]                                                                                           |
| Kepler-177c                | 0.024      | 0.633             | 49.412            |                     |           | Trânsito                    | 4880±140       | 1.07                      | 5942                           | [ 46 ]                                                                                           |
| Kepler-238e                | 0.534      | 0.5               | 23.654            |                     |           | Trânsito                    | 6200±300       | 1.06                      | 5751                           | [ 46 ]                                                                                           |
| Kepler-238f                | 0.042      | 0.178             | 50.447            |                     |           | Trânsito                    | 6200±300       | 1.06                      | 5751                           | [ 46 ]                                                                                           |
| Kepler-276c                | 0.052      | 0.259             | 31.884            |                     |           | Trânsito                    | 3850±150       | 1.1                       | 6105                           | [ 46 ]                                                                                           |
| Kepler-276d                | 0.051      | 0.25              | 48.648            |                     |           | Trânsito                    | 3850±150       | 1.1                       | 6105                           | [ 46 ]                                                                                           |
| Kepler-277b                | 0.275      | 0.261             | 17.324            |                     |           | Trânsito                    | 3280±50        | 1.12                      | 5946                           | [ 46 ]                                                                                           |
| Kepler-277c                | 0.202      | 0.3               | 33.006            |                     |           | Trânsito                    | 3280±50        | 1.12                      | 5946                           | [ 46 ]                                                                                           |
| Kepler-279b                |            | 0.323             | 12.309681         | 0.112               |           | Trânsito                    | 3480±70        | 1.1                       | 6363                           | KOI-1236.01                                                                                      |
| Kepler-279c                | 0.155      | 0.384             | 35.736            |                     |           | Trânsito                    | 3490±70        | 1.1                       | 6363                           | KOI-1236.02                                                                                      |
| Kepler-279d                | 0.118      | 0.277             | 54.414            |                     |           | Trânsito                    | 3490±70        | 1.1                       | 6363                           | [ 46 ]                                                                                           |
| Kepler-282d                | 0.192      | 0.219             | 24.806            |                     |           | Trânsito                    | 4540±150       | 0.97                      | 5602                           | [ 46 ]                                                                                           |
| Kepler-282e                | 0.177      | 0.277             | 44.347            |                     |           | Trânsito                    | 4540±150       | 0.97                      | 5602                           | [ 46 ]                                                                                           |
| Kepler-305b                | 0.033      | 0.321             | 5.487             |                     |           | Trânsito                    | 2900±90        | 0.76                      | 5100                           | KOI-1563.01                                                                                      |
| Kepler-305c                | 0.019      | 0.294             | 8.291             |                     |           | Trânsito                    | 2900±90        | 0.76                      | 5100                           | KOI-1563.02                                                                                      |
| Kepler-307b                | 0.02341    | 0.217             | 10.4208           |                     |           | Trânsito                    | 1908±17        | 0.91                      | 5367                           | [ 46 ]                                                                                           |
| Kepler-307c                | 0.01145    | 0.196             | 13.0729           |                     |           | Trânsito                    | 1908±17        | 0.91                      | 5367                           | [ 46 ]                                                                                           |
| Kepler-328b                | 0.09       | 0.205             | 34.921            |                     |           | Trânsito                    | 7700±500       | 1.15                      | 5914                           | [ 46 ]                                                                                           |
| Kepler-328c                | 0.124      | 0.482             | 71.312            |                     |           | Trânsito                    | 7700±500       | 1.15                      | 5914                           | [ 46 ]                                                                                           |
| Kepler-350c                | 0.019      | 0.277             | 17.849            |                     |           | Trânsito                    | 3210±70        | 1                         | 6186                           | [ 46 ]                                                                                           |
| Kepler-350d                | 0.047      | 0.25              | 26.136            |                     |           | Trânsito                    | 3210±70        | 1                         | 6186                           | [ 46 ]                                                                                           |
| Kepler-396b                | 0.238      | 0.312             | 42.994            |                     |           | Trânsito                    | 734±5          | 0.85                      | 5384                           | KOI-2672.01                                                                                      |
| Kepler-396c                | 0.056      | 0.473             | 88.505            |                     |           | Trânsito                    | 734±5          | 0.85                      | 5384                           | KOI-2672.02                                                                                      |
| Kepler-410Ab               |            | 0.253             | 17.833648         | 0.1226              |           | Trânsito                    | 430            | 1.21                      | 6273                           | [ 49 ]                                                                                           |
| Kepler-411b                |            | 0.168             | 3.00516           | 0.038               | 1040      | Trânsito                    | 503.5±1.5      | 0.83                      | 4974                           | [ 47 ]                                                                                           |
| Kepler-1359c               |            | 0.3711+0.12 −0.06 | 505.46+0.05 −0.04 | 1.143±0.018         |           | Trânsito                    | 2182+81 −82    | 0.78+0.03 −0.04           | 4709+46 −56                    | Also called KIC 6436029 c, discovery retracted in 2015 after 3rd transit was proven to be false. |
| MOA-2008-BLG-379Lb         | 4.1        |                   |                   | 3.3                 |           | Microlente                  | 11000          | 0.56                      |                                | [ 51 ]                                                                                           |
| MOA-2010-BLG-328Lb         | 0.02895    |                   |                   | 0.92                |           | Microlente                  | 2600           | 0.11                      |                                | [ 52 ]                                                                                           |
| MOA-2011-BLG-262Lb         | 0.056634   | 0.383             |                   | 1                   |           | Microlente                  | 22830          | 0.1                       | 3300                           | A estrela-mãe pode ser um planeta interestelar, o planeta pode ser uma exolua                    |
| MOA-2011-BLG-262L          | 4          |                   |                   | N/A                 |           | Microlente                  | 22830          |                           | 3300                           | A estrela-mãe pode ser um planeta interestelar, o planeta pode ser uma exolua                    |
| MOA-2011-BLG-293Lb         | 4.8        |                   |                   | 1.1                 |           | Microlente                  | 25200          | 0.86                      |                                | [ 54 ]                                                                                           |
| MOA-2011-BLG-322Lb         | 11.6       |                   |                   | 4.3                 |           | Microlente                  | 24700          | 0.39                      |                                | [ 55 ]                                                                                           |
| OGLE-2011-BLG-0251Lb       | 0.53       |                   |                   | 2.72                |           | Microlente                  | 8400           | 0.26                      |                                | [ 56 ]                                                                                           |
| OGLE-2012-BLG-358Lb        | 1.85       |                   |                   | 0.87                |           | Microlente                  | 5700           | 0.02                      |                                | Orbitando uma anã marrom                                                                         |
| OGLE-2012-BLG-406Lb        | 2.73       |                   |                   | 3.45                |           | Microlente                  | 16200          | 0.44                      |                                | [ 58 ]                                                                                           |
| Omega Serpentis b          | 1.7        |                   | 277.02            | 1.1                 |           | Vel. radial                 | 263.0          | 2.17                      | 4770                           | [ 15 ]                                                                                           |
| PH2b                       |            | 0.903             | 282.5255          | 0.828               | 281       | Trânsito                    | 1130±10        | 0.94                      | 5629                           | Também chamado Kepler-86b                                                                        |
| POTS-1b                    | 2.31       | 0.941             | 3.1606296         | 0.03734             |           | Trânsito                    | 3900           | 0.69                      | 4400                           | [ 60 ]                                                                                           |
| PSO J318.5−22              | 6.5        | 1.53              | N/A               | N/A                 | 1160      | Imagem direta               | 80             | N/A                       | N/A                            | Planeta interestelar                                                                             |
| ROXs 12b                   | 16         |                   |                   | 210                 |           | Imagem direta               | 390            | 0.87                      | 3850                           | [ 62 ]                                                                                           |
| ROXs 42Bb                  | 9          |                   |                   | 157                 |           | Imagem direta               | 440            | 1                         |                                | [ 62 ]                                                                                           |
| WASP-8c                    | 9.45       |                   | 4323              | 5.28                |           | Vel. radial                 | 280            | 1.03                      | 5600                           | [ 63 ]                                                                                           |
| WASP-65b                   | 1.55       | 1.112             | 2.3114243         | 0.0334              |           | Trânsito                    | 1000           | 0.93                      | 5600                           | [ 64 ]                                                                                           |
| WASP-68b                   | 0.95       | 1.24              | 5.084298          | 0.06206             |           | Trânsito                    | 962±8          | 1.24                      | 5911                           | [ 65 ]                                                                                           |
| WASP-69b                   | 0.26       | 1.057             | 3.8681382         | 0.04525             | 963       | Trânsito                    | 160            | 0.83                      | 4715                           | [ 66 ]                                                                                           |
| WASP-70Ab                  | 0.59       | 1.164             | 3.7130203         | 0.04853             | 1387      | Trânsito                    | 800            | 1.11                      | 5763                           | [ 66 ]                                                                                           |
| WASP-73b                   | 1.88       | 1.16              | 4.08722           | 0.05512             | 1790      | Trânsito                    | 1042±9         | 1.34                      | 6036                           | [ 65 ]                                                                                           |
| WASP-75b                   | 1.07       | 1.27              | 2.484193          | 0.0375              |           | Trânsito                    | 850            | 1.14                      | 6100                           | [ 64 ] [ 67 ]                                                                                    |
| WASP-76b                   | 0.92       | 1.83              | 1.809886          | 0.033               | 2190      | Trânsito                    | 390            | 1.46                      | 6250                           | [ 68 ]                                                                                           |
| WASP-80b                   | 0.538      | 0.999             | 3.06785234        | 0.0344              |           | Trânsito                    | 200            | 0.58                      | 4143                           | Nome próprio Wadirum                                                                             |
| WASP-82b                   | 1.24       | 1.67              | 2.705782          | 0.0447              | 2190      | Trânsito                    | 650            | 1.63                      | 6490                           | [ 68 ]                                                                                           |
| WASP-84b                   | 0.694      | 0.942             | 8.5234865         | 0.0771              | 797       | Trânsito                    | 410            | 0.84                      | 5314                           | [ 66 ]                                                                                           |
| WASP-88b                   | 0.56       | 1.7               | 4.954             | 0.06431             | 1775      | Trânsito                    | 1730±30        | 1.45                      | 6431                           | [ 65 ]                                                                                           |
| WASP-90b                   | 0.63±0.07  | 1.63±0.09         | 3.916243±0.000003 | 0.0562±0.0012       | 1840±50   | Trânsito                    | 1100±200       | 1.55±0.10                 | 6440±130                       | [ 68 ]                                                                                           |
| WASP-95b                   | 1.13       | 1.21              | 2.184673          | 0.03416             | 1570      | Trânsito                    | 450±2          | 1.11                      | 5630                           | [ 70 ]                                                                                           |
| WASP-96b                   | 0.48       | 1.2               | 3.4252602         | 0.0453              | 1285      | Trânsito                    | 1161±15        | 1.06                      | 5540                           | [ 70 ]                                                                                           |
| WASP-97b                   | 1.32       | 1.13              | 2.07276           | 0.03303             | 1555      | Trânsito                    | 494.9±1.7      | 1.12                      | 5640                           | [ 70 ]                                                                                           |
| WASP-98b                   | 0.922      | 1.144             | 2.96264036        | 0.03762             | 1180      | Trânsito                    | 926±5          | 0.81                      | 5473                           | [ 70 ]                                                                                           |
| WASP-99b                   | 2.78       | 1.1               | 5.75251           | 0.0717              | 1480      | Trânsito                    | 519±2          | 1.48                      | 6180                           | [ 70 ]                                                                                           |
| WASP-100b                  | 2.03       | 1.69              | 2.849375          | 0.0457              | 2190      | Trânsito                    | 1201±9         | 1.57                      | 6900                           | [ 70 ]                                                                                           |
| WASP-101b                  | 0.5        | 1.41              | 3.585722          | 0.0506              | 1560      | Trânsito                    | 660±3          | 1.34                      | 6400                           | [ 70 ]                                                                                           |
| WTS-2b                     | 1.12       | 1.363             | 1.0187068         | 0.01855             | 2000      | Trânsito                    | 3300           | 0.82                      | 5000                           | [ 71 ] [ 72 ]                                                                                    |

## Listas específicas de exoplanetas
- Listas de exoplanetas
- Lista de exoplanetas descobertos antes de 2000 (32)
- Lista de exoplanetas descobertos entre 2000-2009 (379)
- Lista de exoplanetas descobertos em 2010 (109)
- Lista de exoplanetas descobertos em 2011 (179)
- Lista de exoplanetas descobertos em 2012 (149)
- Lista de exoplanetas descobertos em 2013 (151)
- Lista de exoplanetas descobertos em 2014 (878)
- Lista de exoplanetas descobertos em 2015 (151)
- Lista de exoplanetas descobertos em 2016 (1.513)
- Lista de exoplanetas descobertos em 2017 (158)
- Lista de exoplanetas descobertos em 2018 (306)
- Lista de exoplanetas descobertos em 2019 (172)
- Lista de exoplanetas descobertos em 2020 (264)
- Lista de exoplanetas descobertos em 2021 (242)
- Lista de exoplanetas descobertos em 2022 (314)
- Lista de exoplanetas descobertos em 2023 (75)
- Lista de exoplanetas potencialmente habitáveis
- Lista de nomes próprios de exoplanetas
- Lista de sistemas multiplanetários
- Lista dos primeiros exoplanetas
- Lista de exoplanetas extremos
- Lista de exoplanetas descobertos usando a sonda Kepler
- Lista de exoplanetas observados durante a missão K2 do Kepler
- Lista de candidatos de exoplanetas para água líquida
- Lista dos exoplanetas mais próximos
- Lista de candidatos a exoplaneta terrestres mais próximos
- Lista de exoplanetas em trânsito